# Meigneux (Somme)
Meigneux település Franciaországban, Somme megyében. Lakosainak száma 179 fő (2022. január 1.). Meigneux Caulières, Éplessier, Hescamps, Lignières-Châtelain, Marlers és Sainte-Segrée községekkel határos.

## Népesség
A település népességének változása:
| Lakosok száma | 167  | 172  | 176  | 175  | 177  | 179  | 179  | 179  | 179  |
|               | 2013 | 2015 | 2016 | 2017 | 2018 | 2019 | 2020 | 2021 | 2022 |